# Paradromulia
Paradromulia is een geslacht van vlinders van de familie spanners (Geometridae), uit de onderfamilie Ennominae.

## Soorten
- P. ambigua Warren, 1896
- P. anomala Warren, 1898
- P. fuscimedia Warren, 1903
- P. laeta Warren, 1903
- P. lignifascia Warren, 1902
- P. nigrocellata Warren, 1899
- P. polyploca Prout, 1916
- P. purpurea Warren, 1903
- P. rufibrunnea Warren, 1899
- P. subdivisa Warren, 1903
- P. umbrilinea Warren, 1903
- P. xylinopa Meyrick, 1889